# Otto und Walter Senn
Otto und Walter Senn führten als schweizerische Architekten ab den 1930er Jahren in Basel eine Bürogemeinschaft, nachdem der jüngere Bruder Walter 1933 zunächst als Mitarbeiter im Büro des älteren Otto Heinrich begonnen hatte. Mit der Zeit entwickelte sich eine Partnerschaft, in der die Brüder teils gemeinsame Projekte planten, teils aber auch eigenständig bauten und in einigen Fällen sogar konkurrierende Entwürfe für eine Bauaufgabe lieferten.

## Otto Heinrich Senn
Otto Heinrich Senn (* 19. November 1902 in Basel; † 4. Mai 1993 ebenda) studierte von 1922 bis 1927 an der ETH Zürich. Senn gehört zu der Architektengeneration, deren Formierung stark vom Neuen Bauen geprägt ist. Nach dem Diplom bei Karl Moser, dem ersten Präsidenten der CIAM, besuchte er noch im gleichen Jahr die programmatische Architekturausstellung der Weissenhofsiedlung. Zunächst arbeitete er in Basel bei Hans Schmidt, der damals mehrere radikale und im Sinne der Moderne programmatische Villen erbaute (Haus Huber, Schaeffer, Colnaghi), und ging 1928 kurz nach Thun zu Arnold Itten, zog aber bald weiter, um bei Rudolf Steiger in Zürich zu arbeiten. Beide Architekten waren kaum älter als er und planten damals das Sanatorium Bella Lui oberhalb von Crans-Montana. Anfang 1930 begab er sich auf eine ausgedehnte Studienreise, zunächst nach England, wo er das Konzept der Gartenstadt erforschte, namentlich Welwyn Garden City und Letchworth. Mit Städtebau als Kernthema beschäftigte er sich auch auf der zweiten Station der Reise, in den Vereinigten Staaten, wo er als Mitarbeiter Knud Lönberg-Holms die Studie über Detroit miterarbeitete, die 1933 am Athener Kongress des CIAM vorgestellt werden sollte. In den USA lernte er auch Werke von Frank Lloyd Wright, Richard Neutra, Rudolph Schindler und William Lescaze kennen. 1932 kehrte er nach Basel zurück, wo er Anfang 1933 sein Büro eröffnete. Zur Jahresmitte holte er seinen jüngeren Bruder mit ins Büro, die Zusammenarbeit dauerte über die ganze Karriere an.

## Walter Senn
Walter Senn (* 12. Juli 1906; † 12. Juli 1983 im Lötschental) wählte im Gegensatz zum Bruder nicht den akademischen, sondern den beruflichen Weg zum Architekten.
Er absolvierte von 1922 bis 1925 eine Lehre als Hochbauzeichner bei Hans Bernoulli und studierte anschliessend am Technikum Biel zum Hochbautechniker. Nach dem Diplom zog er für zwei Jahre nach Paris, wo er bei Le Corbusier arbeitete, vor allem an der Planung für die Maison Clarté in Genf. Zurück in Basel, arbeitete er zunächst im kantonalen Stadtplanbüro, einer damals neuen und heftig umstrittenen Institution. Daher wechselte Walter Senn Mitte 1933 ins Atelier seines älteren Bruders Otto Heinrich Senn. Vor allem gegen Ende der eigenen Karriere realisierte Walter Bauvorhaben auch unabhängig von seinem Bruder Otto Heinrich. Senn starb auf einer Bergwanderung an seinem 77. Geburtstag an Herzversagen.

## Werk
In der Partnerschaft übernahm Otto Heinrich die Rolle des Entwerfers, während Walter meist für Ausführungsplanung und Bauführung zuständig war. Der akademisch ausgebildete Otto Senn trat auch architekturtheoretisch und publizistisch viel stärker an die Öffentlichkeit, so dass man, wenn auch viele der Bauten von den beiden Brüdern gemeinsam verfasst worden sind, doch meist Otto Heinrich als den Tonangebenden, den Meinungsbildenden, den Vertreter des Büros wahrgenommen hat.

### Frühwerk, Wohnbauten der 1930er Jahre
Mit den frühen Bauten der 1930er Jahre gelang dem Büro ein aufsehenerregender Start: Das Einfamilienhaus in Riehen (BS) (1934), das die aus einer Familie von Bandfabrikanten stammenden Architekten für ihren jüngeren Bruder Willy, den Leiter einer Bandweberei errichteten, das Landhaus in Gerzensee (1935) und die Villa in Binningen wurden allesamt in der Fachliteratur publiziert und diskutiert. Diese Villen, die ganz im Sinne des Neuen Bauens Varianten von Kompositionen unterschiedlicher Volumina darstellten und auch sonst das Vokabular der Moderne benutzten (flache Dächer, Bandfenster, freier Grundriss) wurden für eine grossbürgerliche Klientel geschaffen, eine (Doppel-)Garage war schon selbstverständlich, die eigens abgetrennten Zimmer für Mädchen, Gärtner oder Koch waren es noch. Auch das Parkhaus in Basel, ein Mehrfamilienwohnhaus, das Otto Heinrich zusammen mit Rudolf Mock gebaut hatte, war zwar in der Konstruktion und Formensprache des Baukörpers und der Fassaden kompromisslos modern, dabei in der Materialbehandlung mit geschliffenen Natursteinen und den Innenräumen mit ebenfalls edlen Materialien und bürgerlichem Zuschnitt auf ein wohlhabendes Publikum eingestellt, das sich mit seinen Wohnvorstellungen dort verwirklichen können sollte, ohne sich den Paradigmen einer allzu dogmatischen Moderne unterordnen zu müssen. Bemerkenswert an den Wohnhäusern sind einige gemeinsame Besonderheiten, die zur stilistischen Handschrift Senns, seinem Personalstil gehören: Die Betonung des zentralen Raums, des Wohnzimmers, Salons, indem er dort die Raumhöhe vergrössert oder gar verdoppelt; Bibliotheks-/Arbeits- oder Esszimmer greifen als eigenständige Volumen, oft mit geschwungener Wand, in den Zentralraum; den extremen Gegensatz zwischen grosszügigem Wohn- und knapp bemessenem Schlaf- und Arbeitsbereich. Dies verweist bereits auf Senns Theorie der Beziehung zwischen den einzelnen Volumina, dem immateriellen Zwischenraum.
Während des Zweiten Weltkriegs wurde die Seidenbandweberei in Ziefen bei Liestal errichtet. Die zentrale Fabrikationshalle ist ein Shedbau, der kriegsbedingt mit Holz konstruiert wurde. Ebenfalls noch in die Kriegszeit fiel der Baubeginn der Wohnsiedlung In den Klosterreben in Basel, 246 Wohnungen in Zeilenbauweise, vorwiegend klassisch Ost-West-orientiert.

### Städtebau und Profanbauten der Nachkriegszeit
Nachdem die Stadtentwicklung Basels über mehrere Jahrzehnte ein Konfliktherd der Stadt gewesen war, ergab sich Anfang der 1950er Jahre die Gelegenheit, einen konkreten Stadterweiterungsvorschlag vorzulegen, als die Meriansche Stiftung, einer der grössten Grundbesitzer Basels, beschloss, das Gellertareal baulich zu entwickeln. 1950 entstand eine Arbeitsgruppe aus den acht tonangebenden Basler Architekturbüros, die Vorschläge entwickelten und Planungen vorlegten. Das Areal wurde schliesslich nach einem Bebauungsplan von Hermann Baur Anfang der 1960er Jahre von verschiedenen Architekten überbaut. Beachtung fand jedoch auch der in vieler Hinsicht herausstechende und abweichende Beitrag, den Otto Senn in Gedanken zur Gestaltung des Wohnquartiers erläuterte und publizierte. Diese Überlegungen, die eine Differenzierung der Bebauung bei gleichzeitiger Funktionsmischung betonten, verhalfen Otto Senn zur Teilnahme an der Interbau 1957 in Berlin, als einzigem Schweizer Architekten (wenn man von der abseits des IBA-Gebiets gelegenen Unité d’Habitation von Le Corbusier absieht). Das Haus, das eine Art Scharnierfunktion einnimmt, zeigt erstmals die Auffächerung des Grundrisses bei Senn, wodurch ein fünfeckiger Grundriss entsteht. Senn richtete auch bei der Begleitausstellung der Interbau den schweizerischen Beitrag ein, gemeinsam mit dem Grafiker Armin Hofmann. Dieser Beitrag behandelte ebenfalls vor allem städtebauliche Themen, und zwar anhand der Entwicklung von Lausanne.
Auch das Konzept des Hochhauses am Hechtliacker in Basel, einem streng gestalteten, 16-geschossigen Wohngebäude auf fünfeckigem Grundriss, fusste auf städtebaulichen Überlegungen. Nachdem der zweieinhalb Kilometer südlich des Stadtzentrums gelegene, bewaldete Hang in die Hände der Stadt übergegangen war – Auflage für die Bewilligung des Kredits war die Überbauung gemäss Baurecht, also eine Ausnützung, die etwa ein geschlossenes zweigeschossiges Viertel verlangt hätte – ergab sich unter anderem die Problematik, dass der Hang in einem Rutschgebiet lag, die Einzelfundierungen der Gebäude also ziemlich viel Aufwand bedeuteten. Das kam städtebaulichen Ideen Otto Senns zupass, der, ausgehend von skandinavischen Konzepten der 1950er Jahre, den Bau von Punkthäusern in der Peripherie propagierte (also Hochhäuser auf kleiner Grundfläche, bei möglichster Freihaltung der Bodenfläche als Grünreserve). Der Hang des Hechtliackers sollte so mit einzelnen, hohen Akzenten eine Art Scharnierfunktion einnehmen zwischen der durchgehend viergeschossigen Bebauung der Innenstadt und den Einfamilienhäusern auf dem Hügel des Burgholzes. Dieses Konzept wurde vom Planungsamt der Stadt explizit zurückgewiesen, dessen Planung Hochhäuser eigentlich nur im Zentrum vorsah, und das die Hochhäuser auf dem Hügel denn auch nicht genehmigte, entstanden ist daher statt der drei geplanten Häuser über den Hang verteilt nur eines auf der Hälfte der Anhöhe. Im Grundriss entwickelte Senn die Idee des Fünfecks weiter. Alle 15 Normalgeschosse sind identisch: Von einem zentralen, ebenfalls fünfeckigen Verteilflur gehen die fünf unterschiedlich grossen Wohnungen dergestalt ab, dass sie jeweils eine der Ecken besetzen und so in zwei Himmelsrichtungen schauen. Die Form der Wohnungszuschnitte ermöglicht im Innern sehr kurze Verkehrswege und einen ineinander übergehenden Koch-/Ess-/Wohnbereich.
1962 entstand das dritte und vorerst letzte Freibad der Stadt Basel, das Gartenbad am Bachgraben, das mittlerweile unter Denkmalschutz steht. Im Zentrum sind winkelförmig Nichtschwimmer- und Schwimmerbecken (mit Sprungturmanlage) angeordnet. Zwei Garderobenbauten mit jeweils drei kammartig angeordneten zweigeschossigen Zeilen rahmen das eigentliche Badgelände, die vorgelagerten Terrassen ermöglichen den Überblick und den (damaligen) Blick in die Weite, hin zu den Vogesen, Schwarzwald und Jura. Nördlich dieses Ensembles ist, räumlich davon getrennt, das Lernschwimmbad für das Schulschwimmen angeordnet. Den baulichen Abschluss nach Südwesten bildet das Restaurant. Künstlerische Eingriffe bestehen in einer Betonskulptur von Hansjörg Gisiger und einem Kletterzaun von Werner Blaser. In den Jahren 2014–2015 wurde die zum Gartenbad gehörige Tagesschule saniert und von 2019 bis 2022 das ehemalige Betriebsgebäude zu einem Jugendzentrum umgebaut.

### Otto Senn und der reformierte Kirchenbau
Otto Senn begann ab den frühen 1950er Jahren zur Entwicklung des modernen (reformierten) Kirchenbaus zu äussern, und zwar mittels Wettbewerbsbeiträgen – das Wettbewerbsprojekt am Wasgenring, eine Kirche, die schliesslich von Hermann Baur verwirklicht wurde, mag den Anstoss gegeben haben –, in Fachzeitschriften und mit Vorträgen auf den zahlreichen Kirchenbaukongressen. Er beteiligte sich damit an einer Diskussion, die damals breit geführt wurde, und zwar in allen christlichen Konfessionen. Stichworte auf katholischer Seite waren beispielsweise Le Corbusiers Kapelle von Ronchamp und die Diskussionen des Zweiten Vatikanums. Seine Argumentation lautete in etwa folgendermassen: Der zeitgenössischen Debatte gehe es im Wesentlichen darum, die Liturgie in räumliche Entsprechungen umzusetzen – so dass ‚Gemeinde‘ dem Kirchenraum entspreche, ‚Predigt‘ der Kanzel und ‚Eucharistie‘ dem Altar bzw. Abendmahlstisch. In der Folge müssten diese Raumbereiche sinnvoll angeordnet werden, also z. B. in der Form einer Zentralkirche, wenn sich die Gemeinde um den Altar versammeln sollte. Dies sei eine aus der Romantik herrührende Denkweise, der Senn seine eigene Position entgegenhielt, dass es eher um Struktur gehe, nicht um geometrische Beziehungen, um die Zwischenräume zwischen den Volumen. Obwohl Senns Position in der Debatte durchaus wahrgenommen wurde und als architekturtheoretisch bedeutend gesehen werden kann, war es ihm nicht vergönnt, sie auch praktisch anzuwenden: Otto Senn hat in seiner Karriere trotz zahlreicher Wettbewerbe und Projekte keinen eigenen Kirchenbau verwirklichen können, und er sah sich wohl von mutlosen Entscheidern daran gehindert, weswegen er im Alter wohl auch etwas verbitterte.

## Werkliste (Auswahl)

### Gemeinsame Werke
- Einfamilienhaus Schnitterweg. Riehen 1934.[21][22]
- Landhaus Turmguet. Gerzensee 1935.
- In den Klosterreben. Siedlung, Basel, 1944–1948.
- Weberei. Fabrik, Fabrikzentrale und Wohnhäuser, Ziefen 1945–1948.[23]
- Viadukt-Garage. Basel 1954.
- Gartenbad am Bachgraben. Freibad, Basel 1961–1962.[24]
- Hochhaus Hechtliacker. Basel 1962–1965.[25]
- Geschäftshaus Allgemeine Treuhand. Aeschengraben, Basel, 1961.[26][27]

### Werke Otto Heinrich Senns

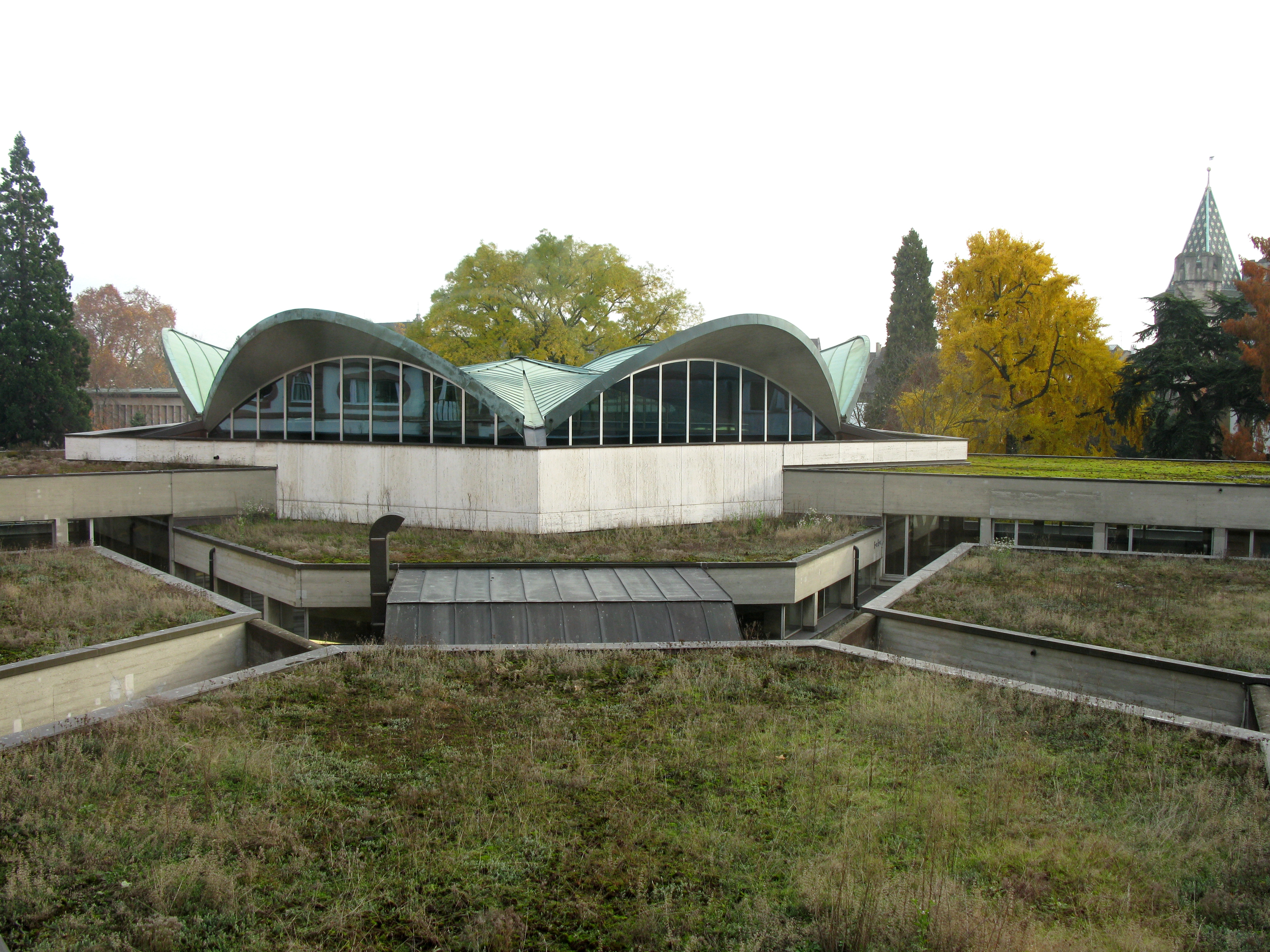
Basel, Universitätsbibliothek

#### Schriften
- Evangelischer Kirchenbau im ökumenischen Kontext : Identität und Variabilität – Tradition und Freiheit. Birkhäuser, Basel 1983, ISBN 3-7643-1555-5.
- Protestantischer Kirchenbau : Besinnung auf die Grundlagen. In: Das Werk. Band 39, Nr. 2, 1952, S. 32 ff., doi:10.5169/seals-30199.
- Raum als Form. In: Das Werk. Band 42, Nr. 12, 1955, S. 386 ff., doi:10.5169/seals-32568.

#### Gebäude
- Einfamilienhaus. Riehen, 1934.
- Parkhaus Zossen. Basel, 1935–1938.[28]
- Einfamilienhaus in Binningen, 1936[29][30]
- Musterhaus in Holzbauweise. St. Gallen, 1937.[31]
- Einfamilienhaus. Liestal, 1940.[32]
- Bebauungsplan Gellert-Areal. Projekt, Basel 1950.
- En Coulet. Villa, St. Prex, 1953–54.[33]
- Einfamilienhaus. Dornach, 1954.
- Mehrfamilienhaus. IBA 57, Berlin, 1957.[34]
- Kirchgemeindehaus Thomaskirche, Basel, 1958, Architekt: Benedikt Huber, Projektbeteiligter: Otto Senn[35]
- Kindergarten und Tagesheim. Basel, 1959–1960
- Universitätsbibliothek Basel 1962–1968[36][37]
- Einfamilienhaus. Riehen, 1963.
- Wohnhochhaus Hechtliacker, Basel, 1965.[38]
- Universitätsbibliothek. Erweiterung, Freiburg i. Ü., 1970–1975
- Wohnüberbauung Wittigkofen. Bern 1972–1980 (mit Thormann und Nussli)

### Werke von Walter Senn
- Kindergarten Feldreben. Muttenz 1962.
- SBB-Personalhaus. Muttenz 1966.

## Belege
1. ↑  Patrik Birrer u. a.: Otto Senn – Raum als Form. Architekturmuseum in Basel, Basel 1990, S. 94.
2. ↑  N. N.: Zwei Landhäuser der Arch. O. & W. Senn in Basel. In: Schweizerische Bauzeitung. Band 107, Nr. 7, 1936, S. 72 ff., doi:10.5169/seals-48250.
3. ↑  N. N.: Wohnhaus eines Wissenschaftlers: Architekt Otto Senn, Basel. In: Schweizerische Bauzeitung. Band 109, Nr. 7, 1937, S. 72 ff., doi:10.5169/seals-49042.; Felix Steininger: Haus Senn. In: Gemeinde Lexikon Riehen.
4. ↑  Ueli Kräuchi: Das Wohnhaus am Schnitterweg in Riehen. In: Patrik Birrer u. a.: Otto Senn – Raum als Form. Architekturmuseum in Basel, Basel 1990, S. 52.
5. ↑  Ulrike Jehle-Schulte Strathaus: Ausgehend vom Innenraum. In: Patrik Birrer u. a.: Otto Senn – Raum als Form. Architekturmuseum in Basel, Basel 1990, S. 8 f.
6. ↑  Ueli Kräuchi: Das Wohnhaus am Schnitterweg in Riehen. Abschnitt: Die typischen Lösungen bei Otto Senns Wohnhäusern. In: Patrik Birrer u. a.: Otto Senn – Raum als Form. Architekturmuseum in Basel, Basel 1990, S. 58.
7. ↑  N. N.: Seidenbandweberei in Ziepfen bei Liestal – erbaut 1945 durch O. & W. Senn. In: Das Werk. Band 33, Nr. 10, 1946, S. 322 ff., doi:10.5169/seals-26359.
8. ↑  N. N.: Genossenschaftliche Wohnbau am Rhein in Basel. In: Das Werk. Band 37, Nr. 2, 1950, S. 40 ff., doi:10.5169/seals-29007.
9. ↑  Hermann Baur: Planung und Bebauung des Gellertareals in Basel. In: Das Werk. Band 48, Nr. 5, 1961, S. 154, doi:10.5169/seals-37578.
10. ↑  Otto H. Senn: Gedanken zur Gestaltung des Wohnquartiers. In: Das Werk. Band 38, Nr. 5, 1951, S. 304 f., doi:10.5169/seals-82097.
11. ↑  Hans Zollinger: Die Interbau Berlin 1957. In: Wohnen. Band 32, Nr. 5, 1957, S. 281 f., doi:10.5169/seals-102925.
12. ↑  b.h.: «Die Stadt von morgen» : Schweizer Abteilung an der Interbau Berlin. In: Das Werk. Band 44, Nr. 10, 1957, S. 344, doi:10.5169/seals-34219.
13. ↑  Simone Thalmann: Hochhaus Hechtliacker. In: Patrik Birrer u. a.: Otto Senn – Raum als Form. Architekturmuseum in Basel, Basel 1990, S. 70–79.
14. ↑  N.N.: Hochhaus Hechtliacker in Basel : Architekten Otto und Walter Senn. In: Das Werk. Band 53, Nr. 2, 1966, S. 47–49, doi:10.5169/seals-41168.
15. ↑  N.N.: Gartenbad am Bachgraben in Basel. In: Das Werk. Band 50, Nr. 7, 1963, S. 272–275, doi:10.5169/seals-87091.
16. ↑  Matthias Ackermann: Tagesschule Am Bachgraben, Basel. In: Webseite Büro "Ackermann Architekt". 2015, abgerufen am 11. März 2025.
17. ↑  MET Architects: Umbau Betriebsgebäude zu Jugendzentrum Bachgraben. In: Webseite prix sia. 2022, abgerufen am 11. März 2025.
18. ↑  Christof Martin Werner: Otto Senn im Wider-Spruch. In: Patrik Birrer u. a.: Otto Senn – Raum als Form. Architekturmuseum in Basel, Basel 1990, S. 20–27.
19. ↑  Protestantischer Kirchenbau : Besinnung auf die Grundlagen. In: Das Werk. Band 39, Nr. 2, 1952, S. 32 ff., doi:10.5169/seals-30199.
20. ↑  Ulrike Jehle-Schulte Strathaus: Senn, Otto Heinrich. In: Isabelle Rucki, Dorothee Huber (Hrsg.): Architektenlexikon der Schweiz – 19./20. Jahrhundert. Birkhäuser, Basel 1998, ISBN 3-7643-5261-2, S. 494 f.
21. ↑  Otto und Walter Senn: Haus Senn, Schnitterweg 40, Riehen Basel. In: Werk, Bauen + Wohnen 68. 1981, abgerufen am 8. März 2025.
22. ↑  Romana Anselmetti: Haus Senn von Otto und Walter Senn. In: Webseite Architektur Basel. 31. August 2017, abgerufen am 9. März 2025.
23. ↑  Fotoalbum Bandweberei Senn AG Ziefen: Fabrik und Arbeiterinnenhäuser, Lose Fotografien. In: Schweizerisches Wirtschaftsarchiv über e-manuscripta.ch. 1960, abgerufen am 9. März 2025.
24. ↑  Johanna Bucher: Gartenbad am Bachgraben. In: Schweizer Architektur 1920 – heute in: Architekturbibliothek Hochschule Luzern. 2020, abgerufen am 9. März 2025.
25. ↑  Hochhaus Hechtliacker, Basel. In: Editions Anthony Krafft, Seiten 284–285. Abgerufen am 9. März 2025.
26. ↑  Geschäftshaus von Otto und Walter Senn - Basler Baukultur entdecken. No 22. In: Webseite Architektur Basel. 24. Oktober 2016, abgerufen am 11. März 2025.
27. ↑  Otto und Salter Senn: Geschäftshaus Aeschengraben von Otto und Walter Senn, 1961. In: Webseite Architektur Basel. 7. Dezember 2019, abgerufen am 11. März 2025.
28. ↑  Foto: Edificio de apartamentos, Basilea (1935-1938). In: Otto Senn, Biografia, Webseite urbipedia.org. Abgerufen am 9. März 2025 (spanisch).
29. ↑  Otto H. Senn: Einfamilienhaus in Binningen. In: Schweizerische Bauzeitung 109/110. 1936, abgerufen am 9. März 2025.
30. ↑  Simon Heiniger: Mit Sonnendeck und Aussicht über Basel: Wohnhaus Senn. In: Webseite Architektur Basel. 21. Juli 2019, abgerufen am 9. März 2025.
31. ↑  Otto H. Senn: Siedlung Bruggwaldstrasse. In: Das Werk 68. 1937, abgerufen am 9. März 2025.
32. ↑  Otto H. Senn: Villa Stutz-Senn, Liestal. In: Das Werk 35. 1948, abgerufen am 8. März 2025.
33. ↑  Otto Senn: En Coulet, Villa, St. Prex, Vaud. In: Schweizerische Bauzeitung 74. 1956, abgerufen am 11. März 2025.
34. ↑  Otto H. Senn: Hansaviertel Berlin, Bartningallee 12. In: Webseite "Bürgerverein Hansaviertel e.V". 1957, abgerufen am 9. März 2025.
35. ↑  Thomaskirche (Basel). In: archINFORM; abgerufen am 9. März 2025.
36. ↑  erweiterung der Universitätsbibliothek von Otto Senn - Basler Baukultur entdecken. No 16. In: Webseite: Architektur Basel. 9. September 2016, abgerufen am 9. März 2025.
37. ↑  Erweiterungsbau und Erneuerung der Universitätsbibliothek in den 1960er Jahren. In: Webseite Unigeschichte der Universität Basel seit 1460. Abgerufen am 9. März 2025.
38. ↑  Otto H. Senn: Wohnhochhaus Hechtliacker. In: Webseite Architektur Basel. Abgerufen am 9. März 2025.
39. ↑  Carmen Humbel: Otto Heinrich Senn: Basels Moderne. In: Hochparterre. Band 3, Nr. 3, 1990, S. 86 f. (online auf: E-Periodica).